# Chromatica
Chromatica (IPA: [krəˈmætɪka]) je šesté studiové album americké zpěvačky Lady Gaga. Vydání alba, které bylo původně naplánováno na 10. dubna 2020, bylo kvůli pandemii covidu-19 přesunuto na 29. května 2020. Chromatica je následníkem páté studiové desky Joanne (2016).
Pilotním singlem se stala píseň „Stupid Love“, která byla vydána 28. února 2020, a která debutovala na pátém místě americké singlové hitparády Billboard Hot 100. Druhý singl „Rain On Me“, ve kterém hostuje americká zpěvačka Ariana Grande, byl vydaný 22. května 2020. Píseň „Sour Candy“ byla vydána jako promo singl dne 28. května 2020.

## Vznik alba
V rozhovorech, které Gaga poskytla před posledním plánovaným vystoupením v Las Vegas, které mělo proběhnout v rámci propagačního turné Dive Bar Tour v roce 2016 k předcházející desce Joanne, ale bylo zrušeno, naznačila, že by s novou hudbou mohla vystoupit právě tam. Zastávka v Las Vegas ale byla z časových důvodu umělkyně zrušena. Později uvedla, že by k představení nové hudby mohlo dojít během světového turné Joanne World Tour, které probíhalo v letech 2017-2018. Následně v rozhovoru pro Entertainment Weekly řekla, že kvůli omezené produkci a náročnosti k tomu s největší pravděpodobností nedojde. V tom samém rozhovoru Lady Gaga prozradila, že už začala pracovat na jejím šestém studiovém album a že se právě nachází v počáteční fázi psaní.

## Psaní a nahrávání alba
V průběhu prvních sedmi měsíců roku 2018 byla Lady Gaga spatřena v různých nahrávacích studiích v Los Angeles i v New Yorku a jeho okolí. Předchozí nahrávání bylo přisuzováno k postprodukčním pracím na soundtracku k filmu Bradleyho Coopera Zrodila se hvězda, který je ramakem stejnojmenného filmu z roku 1937, a ve kterém zpěvačka hrála a také k němu složila hudbu, za což získala Oscara, když nejlepší filmovou písní byla Akademií zvolena píseň „Shallow“.
Pozdější sezení v nahrávacích studiích už byla přisuzována nahrávání alba Chromatica. Producent BloodPop, který je koproducentem každé písně, která se nachází na standardní edici alba Chromatica, na různých platformách a sociálních sítích, sdílel průběh nahrávání společně s Gaga a německým producentem Boys Noise ve zpěvaččině domě v Malibu. BloodPop pokračoval se zveřejňováním podobných aktualizací ve formě fotek a komentářů v průběhu celého roku 2019 a ledna 2020, což by naznačovalo, že tvorba alba trvala téměř tři roky. V červenci roku 2018 potvrdila producentka elektronické hudby Sophie, že produkčně přispěla i na nadcházející album Chromatica. Zároveň ale řekla, že netuší, zda se její práce na albu nakonec objeví.

V rozhovoru se Zane Lowem pro rádio Beats 1 Gaga potvrdila, že album je taneční deska. Konkrétně řekla: „Rozhodně tancujeme. Dala jsem do toho své srdce, všechen svůj žal, všechna poselství z jiných říší, která slyším. To, co mi řeknou, abych já sdělila světu, vložím do hudby, o které věřím, že bude zábavná, energicky opravdu čistá. Chci, aby lidé tancovali a cítili se šťastní. Chtěla bych vydat hudbu, kterou budou poslouchat masy lidí, a která se stane součástí jejich každodenních životů a bude je dělat šťastnými každý den.“ Lady Gaga také prozradila, jak se od jejího posledního alba vyvinula její intuice přirozenosti a upřímnosti v porovnání s tímto albem, a která doslova zastavila její nejistotu při její tvůrčí činnosti. Gaga také podrobně přiblížila, jak jí pomohl proces spolupráce během nahrávání alba s jejími vnitřními boji:
Spoustu písní jsme nahráli v mém studiu, které mám v domě. Mám dům, kde se nachází staré studio Franka Zappy. Je to obývací pokoj, velké studio a je to krásné. Seděla jsem nahoře na verandě, zvenku kuchyně a nebýt BloodPopa, který přišel a řekl mi: „Dobře, tak to by stačilo. Pryč z verandy.“, stále bych brečela a říkala, že mi je mizerně, jsem smutná, v depresi. A on mi řekl: „Já vím, a teď půjdeme složit novou muziku.“ Šla jsem dolů a začala psát. Tohle album je vlastně takový projev nejen toho, jak můžete změnit způsob jakým se díváte na svět, ale slibuji a doufám, že láska, která byla všude kolem mě v průběhu tvorby tohoto alba, bude i něco, co pocítí další umělci, kteří spolupracují s producenty. Víš, někdo pracuje na tomhle a někdo zase na něčem jiném, nechtějí abys do toho zasahoval, nechtějí se dělit, každý se stane nadutým. Ale tady tomu tak nebylo. Všechny nahrávky z tohoto alba prošly přes několik různých lidí, různou iterací, protože všichni, kdo se na albu podíleli, chtěli, aby bylo perfektní a nikdo se opravdu nezabýval tím, kdo má na čem zásluhy, jelikož jsme chtěli, aby to byla ta nejlepší věc, kterou bychom společně mohli světu dát. Bylo to smysluplné, autentické a byla jsem to já.
V rozhovoru pro časopis Paper, který vyšel v březnu roku 2020, Gaga promluvila o několika tématech, včetně o procesu nahrávání alba Chromatica. Řekla, že BloodPop byl „středem“ a „jádrem“ celé produkce, a že se podílel na každé písni na albu. V tom samém rozhovoru potvrdila, že spolupracovala s celou řadou producentů a hudebníků, mezi něž patří Burns, Axwell z hudebního uskupení Swedish House Mafia, Tchami, Benjamin Rice a Rami Yacoub, aby společně vytvořili album, které novinář, který rozhovor vedl, popsal jako „elektronickou tapisérii“. Při diskuse nad atmosférou spolupráce během produkce alba Gaga řekla: „Je snadné najít v počítači nějakou senzační smyčku, ale s producenty, se kterými já spolupracuji, tohle nedělají. Když jsou něčím inspirovaní, vyšívají věci sami.“
Gaga také prozradila, že na albu se nachází spolupráce se „známou ženskou popovou hvězdou, která si prošla podobným traumatem [jako Lady Gaga], když přitom byla na očích veřejnosti“ a rozhovořila se o jejich společné písni, kterou popsala jako „oslavu všech slz“. "Seděla jsem s ní a mluvily jsme o našich životech. Dvě ženy, které vedou konverzaci o tom, jaké je to nepřestávat a být vděční za to, co děláte.“ Později bylo zveřejněno, že píseň, o které v tomto rozhovoru Lady Gaga mluvila, je píseň „Rain on Me“, kterou nazpívala společně s americkou zpěvačkou Arianou Grande. V tom samém rozhovoru Gaga naznačila, o čem je píseň „911“, a to, když mluvila o používání antipsychotik a dále pak jaké poselství se nese v písni „Free Woman“, kde si odpovídá na otázku, jaké to je být „svobodnou ženou v roce 2020“. Gaga hovořila i o původu této písně, když řekla, že „to přišlo z myšlenek, že jednoho dne zemřu. Umřu brzy. Říkala jsem si, umřu brzy, tak to bych měla říct něco důležitého. Teď tu píseň poslouchám a vím, že budu žít.“ V této písni řeší téma její potřeby být s někým, „aby přežila“, zatímco se snaží být tou svobodnou ženou a v textu pak probírá „nejsem nic bez pevné ruky“. Stejné téma najdeme i na její dřívější nahrávce „Scheiße“ z alba Born This Way z roku 2011.
23. dubna 2020 zveřejnil BloodPop na jeho Instagramu seznam skladeb alba Chromatica, po tom, co to udělala Lady Gaga. On navíc odhalil další producenty, kteří se na albu podíleli a do té doby nebylo známé, že na albu spolupracovali. Jednalo se o amerického producenta Skrillexe, francouzského DJ a producenta Madeona, který už spolupracoval s Gaga na jejím třetím studiovém albu ARTPOP z roku 2013. Na albu se dále podíleli White Sea, Jacob Kasher, Ryan Tedder, Justin Tranter, který se objevil v hudebním videu k písni „Telephone“, Tom Norris, Ely Rise, Johannes Klahr, LIOHN a Madison Love. Co se týče toho, zda Sophie produkovala skladby, které se na album dostaly, BloodPop odpověděl fanouškům, že to ještě nebylo oznámeno.

## Název a obal alba
K názvu alba Gaga uvedla: „Žiji na Chromatice, to je, kde bydlím. Šla jsem do svého nitra. Našla jsem Zemi, odstranila jsem ji. Země je zrušena. Žijí na Chromatice.“ Společně s možností předobjednání alba byl zveřejněn dočasný obal alba, který zobrazoval symbol na růžovém pozadí. Zpěvačka vysvětlila, že má v sobě sinusoidu, což je matematický symbol pro zvuk. Pro mě je zvuk něčím, co mi pomohlo se se uzdravit v tomto mém životním období a znovu mě to uzdravilo, když jsem vytvořila tuhle nahrávku. A o tomhle Chromatica je.

Gaga také řekla, kde se vzal koncept planety Chromatica: 
„Přišel s tím BloodPop. Bavili jsme se o tom, jak Chromatica v podstatě sama k sobě, když se na ni podíváte, zobrazuje barvy a vůbec všechny barvy a také hudba je vlastně chromatická stupnice, chápete? Takže jsou to všechny barvy, všechny zvuky. Mluvíme o inkluzivnosti a životě a také o tom, co kolem sebe vidíme a co prožíváme. Je to matematika. Hudba a zvuk jsou taky hodně matematické. Takže jsme o tom mluvili, pak jsme se trochu vrátili a já jsem řekla: „Dobře, je to inkluzivnost, ale vlastně je to způsob myšlení, chápej, není to jen Chromatica, jsme inkluzivní se všemi barvami, všemi lidmi.“ A když říkám, že „všemi barvami a všemi lidmi“, tak myslím víc, než co bychom mohli vůbec pochopit.
Dne 5. dubna 2020 byl odhalen obal alba. Zpěvačka na něm má růžové vlasy, na sobě pak kovovou kombinézu s hroty a trny, které z ní vyčnívají, boty na platformách, kde na jedné botě má kel a na druhé pak nůž jako podpatek a na jednom rameni rukáv, který je celý pokrytý hroty. Lady Gaga leží na kovovém roštu, který je osvětlen růžovým neonovým světlem. Trey Alston z MTV popsal obal alba Chromatica jako z „Šíleného Maxe, Mortala Kombata a iluzi kyberpunku v jednom“, mezitím co Hilary Hugles z Billboardu našla v obalu inspiraci z franšízy série filmů Alien.

## Vydání a propagace alba
V reakci na bulvární zprávy, které tvrdily, že je zpěvačka těhotná, Lady Gaga tweetovala 12. března 2019: „Klepy, že jsem těhotná? Jo, jsem těhotná s #LG6.“ „LG6“ značí iniciály zpěvačky, číslo „6“ pak odkazuje na chronologické pořadí studiové desky Chromatica v diskografii Lady Gaga. Někteří spekulovali, zda album bude vydáno za devět měsíců, a to s odkazem na devítiměsíční cyklus těhotenství u člověka. Takové teorie se ale ukázaly jako liché. V říjnu 2019 zpěvačka na Twitteru oznámila, že album pojmenuje Adele, podle britské zpěvačky a skladatelky stejného jména. Jednalo se o vtip. V lednu 2020 několik zpravodajských serverů oznámilo, že první singl alba je naplánovaný na počátek února a vydání alba Chromatika za nedlouho poté.
Dne 2. března 2020 Gaga oznámila, že se album jmenuje Chromatica a že bude vydáno 10. dubna 2020. Předobjednání alba bylo k dispozici krátce po tomto oznámení. 24. března Gaga v prohlášení na Instagramu a dalších sociální sítích oznámila, že vydání alba bude kvůli pandemii koronaviru posunuto na později. 6. května 2020 oznámila, že album bude vydáno 29. května 2020.

### Singly
Píseň „Stupid Love“ byla vydána jako pilotní singl z alba 28. února 2020. Od hudebních kritiků byla přijata pozitivně a dočkala se i srovnání s předchozí práci zpěvačky. Ve Spojených státech amerických a ve Velké Británii se píseň umístila na páté příčce tamějších hitparád. Doprovodné hudební video k písni bylo režírováno Danielem Askillem a vyšlo společné se singlem. Píseň byla také zremixována a vydána 15. května 2020 jako bonusová, a to v edici Target/deluxe.
Singl „Rain on Me“ na němž hostuje Ariana Grande, byl vydán jako druhý v pořadí z alba Chromatica dne 22. května 2020. Doprovodné video, jehož režie se ujal Robert Rodriguez, bylo zveřejněno o několik hodin později v ten samý den. Na americké hitparádě Billboard Hot 100 single debutoval na 1. místě jakožto 2. debut Lady Gaga po písni Born This Way, čímž se stala teprve 4. ženou, která má 2 singly debutující na prvním místě, zbylé tři jsou Mariah Carey, Britney Spears a Ariana Grande a 4. prvopříčkový debut Ariany Grande po písních Thank U, Next, 7 Rings a Stuck With U, na které spolupracovala s Justinem Bieberem Jedná se o první čistě ženskou spolupráci debutující na prvním místě a taktéž Ariana Grande rozšířila svůj rekord v počtu prvopříčkových debutů.

### Prodejnost
Album debutovalo na 1. místě Billboard 200 s týdenními prodeji přesahujícími 274 000 akvivalentů alb - sestavených z 205 000 prodejů alb a sečtených počtu streamů a prodejů písní ve Spojených státech. Což je největší ženský debut roku, který překonal album Rare od Seleny Gomez, které debutovalo v lednu s prodejemi 112 000 ekvivalentů alb. Toto prvenství bylo následně překonáno albem folklore od Taylor Swift, kterého se během prvního týden prodalo přes 846 000. Ve Velké Británii album debutovalo na 1. příčce s prodejností 52 907. což představovalo největší debut tohoto roku. V Japonsku se během prvního týdne prodalo 14 238 kusů a ve Francii se jednalo o prodejnost s přesahující 21 tisíc kopií alba.

### Turné
Dne 5. března 2020 Lady Gaga oznámila, že turné The Chromatica Ball s celkem šesti zastávkami na podporu alba zahájí 24. července 2020 v Saint-Denis ve Francii a poslední koncert proběhne 19. srpna 2020 v East Rutherford, NJ, v USA.

## Seznam skladeb
Album Chromatica má v základní verzi celkem 16 písní, zatímco exkluzivní vydání Target obsahuje tři další. Japonské vydání obsahuje jednu skladbu navíc.
Standardní verze
| Pořadí | Název                             | Hudba                                                   | Text | Délka |
| ------ | --------------------------------- | ------------------------------------------------------- | --- | ----- |
| 1.     | Chromatica I                      | Lady Gaga, Morgan Kibby                                 | Stefani Germanotta, Morgan Kibby | 1:00  |
| 2.     | Alice                             | BloodPop, Axwell, Klahr, Ben Rice, L.Gaga               | Germanotta, Justin Tranter, Michael Tucker, Axel Hedfors, Johannes Klahr                                                                             | 2:57  |
| 3.     | Stupid Love                       | BloodPop, Ely Rice, Lady Gaga, Bresso, Max Martin       | Germanotta, Max Martin, Ely Weisfeld, Michael Tucker, Martin Bresso                                                                                  | 3:14  |
| 4.     | Rain on Me (with Ariana Grande)   | BloodPop, Burns, Tchami, Rice, Gaga                     | Germanotta, Grande, Nija Charles, Rami Yacoub, Tucker, Bresso, Alexander Ridha, Matthew Burns                                                        | 3:02  |
| 5.     | Free Woman                        | BloodPop, Axwell, Gaga                                  | Germanotta, Tucker, Hedfors, Klahr | 3:11  |
| 6.     | Fun Tonight                       | BloodPop, Burns, Gaga                                   | Germanotta, Yacoub, Tucker, Burns | 2:53  |
| 7.     | Chromatica II                     | Lady Gaga, Morgan Kibby                                 | Germanotta, Kibby | 0:41  |
| 8.     | 911                               | BloodPop, Tranter, Madeon, Gaga                         | Germanotta, Tranter, Hugo Leclercq, Tucker | 2:52  |
| 9.     | Plastic Doll                      | BloodPop, Hindlin, Gaga                                 | Germanotta, Jacob Kasher Hindlin, Yacoub, Tucker, Sonny Moore                                                                                        | 3:41  |
| 10.    | Sour Candy (with Blackpink)       | BloodPop, Burns, Gaga                                   | Germanotta, Madison Love, Yacoub, Tucker, Burns, Jong Hun Park                                                                                       | 2:37  |
| 11.    | Enigma                            | BloodPop, Burns, Hindlin, Gaga                          | Germanotta, Hindlin, Tucker, Burns | 2:59  |
| 12.    | Replay                            | BloodPop, Burns, Gaga                                   | Germanotta, Tucker, Burns | 3:06  |
| 13.    | Chromatica III                    | Lady Gaga, Morgan Kibby                                 | Germanotta, Kibby | 0:27  |
| 14.    | Sine from Above (with Elton John) | Al Fakir, Vincent Pontare, Rice, BloodPop, Gaga, E.John | Germanotta, John, Richard Zastanker, Ryan Tedder, Yacoub, Benjamin Rice, Tucker, Hedfors, Klahr, Sebastian Ingrosso, Vincent Pontare, Salem Al Fakir | 4:04  |
| 15.    | 1000 Doves                        | BloodPop, Tchami, Rice, Gaga                            | Germanotta, Yacoub, Tucker, Bresso | 3:35  |
| 16.    | Babylon                           | BloodPop, Gaga, Martin Bresso                           | Germanotta, Tucker, Burns | 2:41  |

Exluzivní verze Target / Mezinárodní verze deluxe
| Pořadí | Název                                | Hudba                          | Text                                         | Délka |
| ------ | ------------------------------------ | ------------------------------ | -------------------------------------------- | ----- |
| 17.    | Love Me Right                        |                                |                                              |       |
| 18.    | 1000 Doves (Piano Demo)              |                                | Germanotta, Yacoub, Tucker, Bresso           |       |
| 19.    | Stupid Love (Vitaclub Warehouse Mix) | BloodPop, Tchami, Martin, Rice | Germanotta, Martin, Weisfeld, Tucker, Bresso | 3:41  |

Japonská edice
| Pořadí | Název                     | Hudba                          | Text                                          | Délka |
| ------ | ------------------------- | ------------------------------ | --------------------------------------------- | ----- |
| 20.    | Stupid Love (Ellis remix) | BloodPop, Tchami, Martin, Rice | Germanotta, Martin, Weisfield, Tucker, Bresso |       |